# Pedro Fernández de Castro «Potestad»
 (mars 2022).
La mise en forme du texte ne suit pas les recommandations de Wikipédia : il faut le « wikifier ».
Les points d'amélioration suivants sont les cas les plus fréquents. Le détail des points à revoir est peut-être précisé sur la page de discussion.
- Les titres sont pré-formatés par le logiciel. Ils ne sont ni en capitales, ni en gras.
- Le texte ne doit pas être écrit en capitales (les noms de famille non plus), ni en gras, ni en italique, ni en « petit »…
- Le gras n'est utilisé que pour surligner le titre de l'article dans l'introduction, une seule fois.
- L'italique est rarement utilisé : mots en langue étrangère, titres d'œuvres, noms de bateaux, etc.
- Les citations ne sont pas en italique mais en corps de texte normal. Elles sont entourées par des guillemets français : « et ».
- Les listes à puces sont à éviter, des paragraphes rédigés étant largement préférés. Les tableaux sont à réserver à la présentation de données structurées (résultats, etc.).
- Les appels de note de bas de page (petits chiffres en exposant, introduits par l'outil «  Source ») sont à placer entre la fin de phrase et le point final[comme ça].
- Les liens internes (vers d'autres articles de Wikipédia) sont à choisir avec parcimonie. Créez des liens vers des articles approfondissant le sujet. Les termes génériques sans rapport avec le sujet sont à éviter, ainsi que les répétitions de liens vers un même terme.
- Les liens externes sont à placer uniquement dans une section « Liens externes », à la fin de l'article. Ces liens sont à choisir avec parcimonie suivant les règles définies. Si un lien sert de source à l'article, son insertion dans le texte est à faire par les notes de bas de page.
- La présentation des références doit suivre les conventions bibliographiques. Il est recommandé d'utiliser les modèles {{Ouvrage}}, {{Chapitre}}, {{Article}}, {{Lien web}} et/ou {{Bibliographie}}. Le mode d'édition visuel peut mettre en forme automatiquement les références.
- Insérer une infobox (cadre d'informations à droite) n'est pas obligatoire pour parachever la mise en page.

Pour une aide détaillée, merci de consulter Aide:Wikification.
Si vous pensez que ces points ont été résolus, vous pouvez retirer ce bandeau et améliorer la mise en forme d'un autre article.
Pedro Fernández de Castro le Puissant, aussi appelé Pedro Fernández de Fuentecalada (Fuente Encalada ca. 1115–1184), membre important de la Maison de Castro (fils de Fernando García de Hita fondateur de la Maison de Castro et de la bellonide Estefanía Armengol (es) de la maison d'Urgell-Barcelone), est le premier Grand-maître de l'ordre de Santiago et fondateur du Monastère de Santa Cruz de Valcárcel.

## Origines familiales
Il était le fils de Fernando García de Hita et de son épouse Estefanía Armengol. Ses grands-parents paternels étaient, selon plusieurs généalogistes, notamment Jaime de Salazar y Acha, le comte García Ordóñez (es) et l'infante Urraca Garcés, fille du roi García Sánchez III de Pampelune et de la reine Estefanía de Foix, et ses grands-parents maternels étaient le comte Armengol V d'Urgell et Maria Pérez.

## Biographie
Il a combattu dans l'armée d'Alfonso VII de León lors de la conquête d'Aurelia et d'Alharilla, près de l'actuelle Santa Cruz de la Zarza. Plus tard, en 1146, il a assisté à l'occupation de Baeza et au débarquement d'Almería, qui ont provoqué la chute de cette importante ville, principal port de la marine musulmane et important chantier naval pour leur flotte de guerre. Plus tard, il se rendit en pèlerinage en Terre sainte, où il prit connaissance de l'existence des chevaliers croisés et conçut l'idée de créer un nouvel ordre militaire voué à la protection du tombeau de l'apôtre saint Jacques et de la route qui y mène.

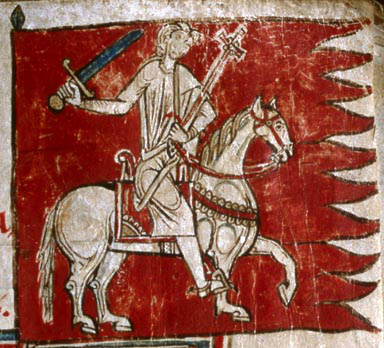
Bannière primitive de l'Ordre de Santiago (c. 1175). Tumbo menor de Castilla.

Le 4 août 1165, avec son épouse, María Pérez de Lara, sa sœur Urraca Fernández de Castro et leurs enfants, il fait don de la maison de Santa Cruz de Valcárcel à l'abbé Miguel pour y fonder un monastère. La donation a été confirmée par les frères de sa femme, Nuño Pérez de Lara et Álvaro Pérez de Lara ; Gómez González de Manzanedo, comte de Bureba, époux de Milia Pérez de Lara ; sa belle-sœur, son demi-frère Gutierre Fernández de Castro (es) ; et ses neveux, Fernando Rodríguez de Castro el Castellano (es) et Pedro Rodríguez de Castro (es).
Au début de la cinquantaine, Pedro Fernández réussit à réaliser son projet dans la ville de Cáceres, la création d'un ordre religieux-militaire, l'Ordre de Santiago. L'esprit du nouvel Ordre, né dans les temps difficiles de l'invasion almohade qui menaçait de réoccuper la péninsule Ibérique et était très proche de celui de l'Ordre du Temple, que Pedro Fernández avait rencontré en Terre Sainte. Lorsqu'il fonde l'Ordre de Santiago, sa femme et sa fille font leurs vœux de religieuses et entrent dans le monastère de Santa Cruz de Valcárcel, que lui-même et sa femme avaient fondé.
Francisco de Rades y Andrada, dans sa chronique des ordres militaires, rapporte la nouvelle de sa mort en 1184 et son enterrement dans la chapelle principale du couvent de San Marcos à León.

## Mariage et descendance
Il épouse María Pérez de Lara, fille du comte Pedro González de Lara (es) et Ava de Rochechouart, avec qui il a eu,:
- Fernando Pérez de Castro «le Puissant», marié avec Teresa Bermúdez, dont succession[N 3],[N 4].
- Gómez Pérez de Castro, juge de Santullán (es)[4].
- Elo Pérez de Castro, première abbesse du Monastère de Santa Cruz de Valcárcel, fondé par ses parents[N 5].
- María Pérez, aussi appelée María d'Aragon[N 6].
- Milia Pérez de Castro[4].